# Layes Abdullayeva
Pour les articles homonymes, voir Abdullayev.
Layes Abdullayeva (née Abelav Layes Tsige le 29 mai 1991 à Addis-Abeba en Éthiopie) est une athlète azerbaïdjanaise, spécialiste des courses de fond.

## Carrière
Elle remporte la médaille de bronze aux Championnats du monde juniors à Moncton sur le 3 000 m féminin. Elle avait été finaliste à Doha en indoor sur la même distance. Elle a obtenu deux médailles d'argent aux Championnats d'Europe junior, sur 1 500 m et sur 3 000 m steeple. En juillet 2010, elle devient, sur 3 000 m steeple, la première azérie à être finaliste aux Championnats d'Europe d'athlétisme 2010 en 9 min 34 s 75 (record national).

## Palmarès

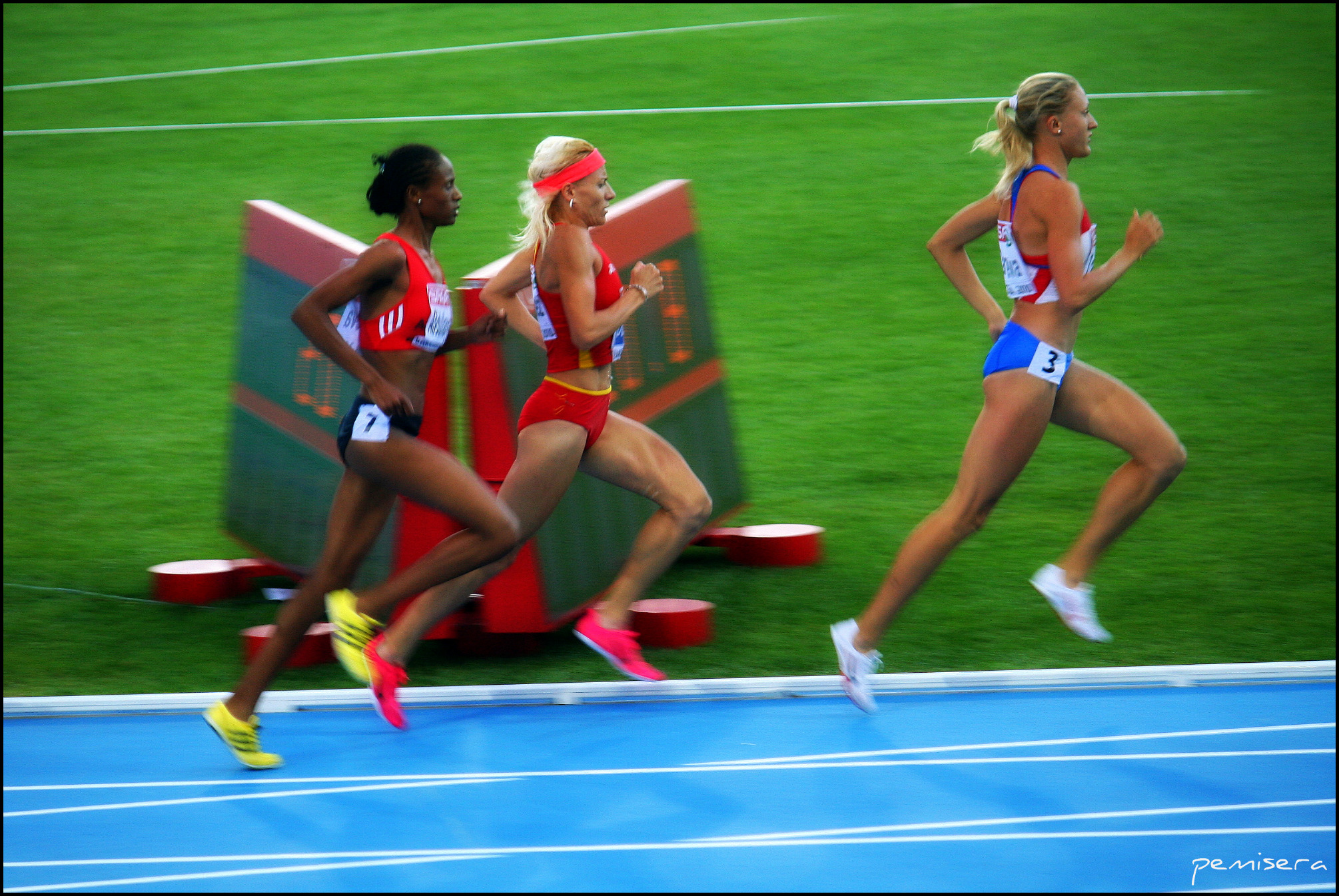
Layes Abdullayeva (à gauche), Marta Domínguez (au centre) et Yuliya Zarudneva (à droite) lors de la finale du 3 000 mètres steeple de Barcelone.

| Date | Compétition                    | Lieu      | Résultat | Épreuve         |
| ---- | ------------------------------ | --------- | -------- | --------------- |
| 2009 | Championnats d'Europe juniors  | Novi Sad  | 2e       | 3 000 m steeple |
| 2009 | Championnats d'Europe juniors  | Novi Sad  | 2e       | 1 500 m         |
| 2010 | Championnats du monde en salle | Doha      | 6e       | 3 000 m         |
| 2010 | Championnats du monde juniors  | Moncton   | 3e       | 3 000 m         |
| 2010 | Championnats d'Europe          | Barcelone | 4e       | 3 000 m steeple |
| 2011 | Championnats d'Europe en salle | Paris     | 3e       | 3 000 m         |
| 2011 | Championnats d'Europe espoirs  | Ostrava   | 1re      | 5 000 m         |
| 2011 | Championnats d'Europe espoirs  | Ostrava   | 1re      | 10 000 m        |
| 2013 | Championnats d'Europe espoirs  | Tampere   | 1re      | 5 000 m         |

## Records
| Épreuve         | Performance         | Lieu      | Date            |
| --------------- | ------------------- | --------- | --------------- |
| 1 500 m         | 4 min 16 s 63       | Novi Sad  | 26 juillet 2009 |
| 3 000 m         | 8 min 55 s 33 (NR)  | Moncton   | 19 juillet 2010 |
| 5 000 m         | 15 min 29 s 47 (NR) | Ostrava   | 17 juillet 2011 |
| 10 000 m        | 32 min 18 s 05 (NR) | Ostrava   | 15 juillet 2011 |
| 3 000 m steeple | 9 min 34 s 75 (NR)  | Barcelone | 30 juillet 2010 |